# Poluição genética

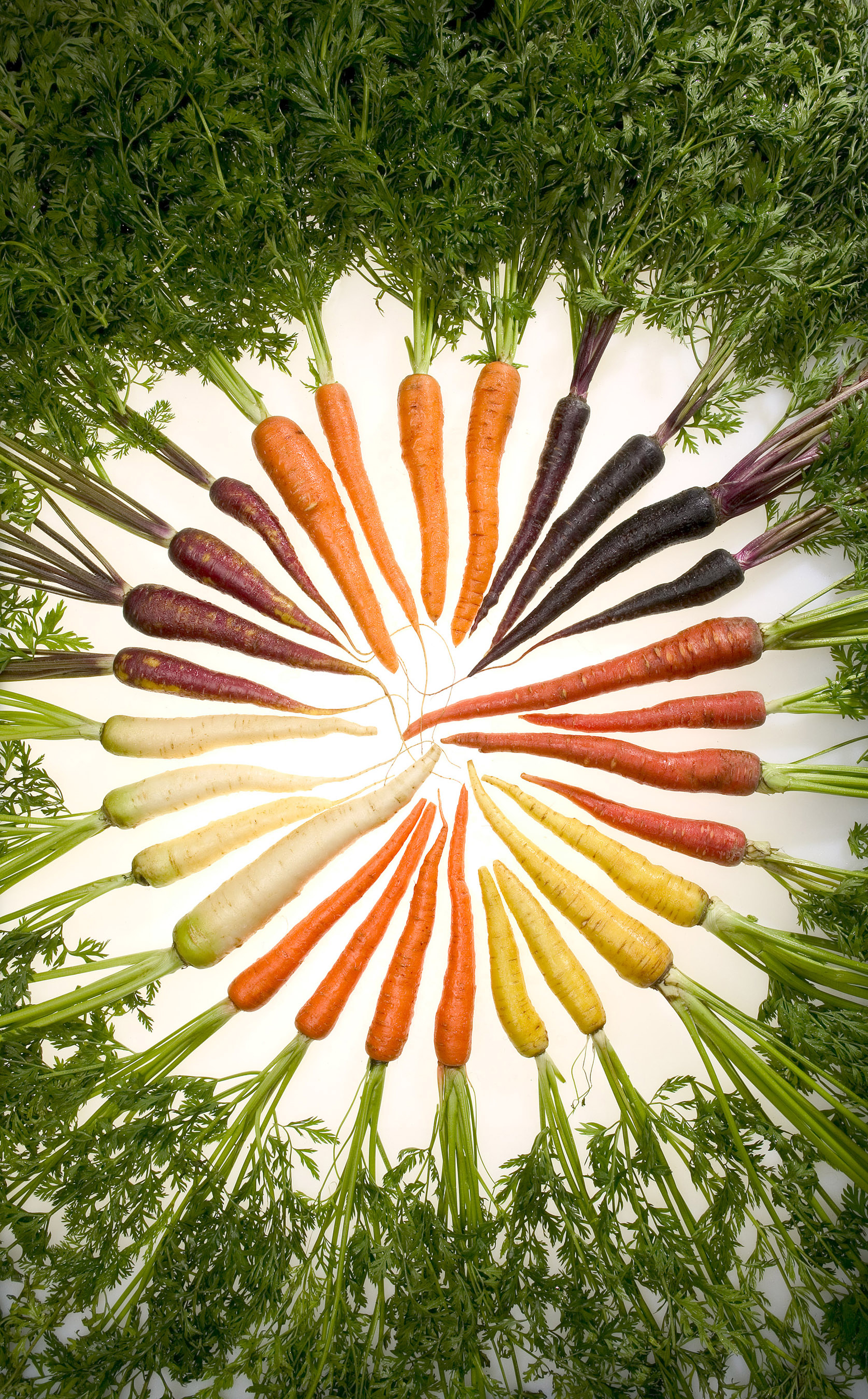
Cenouras selecionadas artificialmente

Poluição genética (também conhecida como poluição gênica), é um termo controverso utilizado para definir as misturas dos conjuntos gênicos por hibridação e introgressão. Este fluxo gênico é indesejável, segundo alguns ambientalistas e conservacionistas, como o Greenpeace, TRAFFIC e GeneWatch UK.
Poluição é termo carregado de aspectos negativos. É extensamente reconhecido que a troca de genes entre diferentes biótipos, chamado fluxo gênico, sempre foi parte integrante do processo evolucionário e que a formação de diferentes espécies ocorre em razão do isolamento reprodutivo imposto entre populações. Este tipo de poluição é consequência da disseminação de genes de um organismo para outro através do uso indiscriminado de técnicas de engenharia genética em conjunto com inputs naturais da transferência genética. A mistura de populações tem três implicações de ordens ecológica e prática:
- A população nativa pode ser extinta.
- Os padrões de diversidade genética podem ser alterados.
- A evolução da população nativa pode ser afetada.

## Fluxo gênico
O fluxo gênico entre diferentes espécies ou gêneros não é um fenômeno tão incomum quanto inicialmente pensado.
As populações e suas estruturas genéticas são entidades dinâmicas. O processo do fluxo gênico, o isolamento genético, a deriva genética, a seleção natural e a mutação estão continuamente agindo e modificando a biodiversidade das populações, quer estejam elas sob o manejo do homem, quer estejam isoladas na natureza. No longo prazo, é praticamente impossível manter, de forma estática, a variabilidade genética presente nas populações.
A grande maioria dos autores tem enfatizado a necessidade da quebra de uma série de barreiras de isolamento reprodutivo para que a mistura dos conjuntos gênicos se estabeleça. O fluxo gênico de uma espécie cultivada para um parente silvestre com o qual ela pode se cruzar provavelmente se dê por causa da dispersão de pólen, uma vez que o estabelecimento pelo movimento de sementes depende de barreiras ou etapas adicionais, como germinação, desenvolvimento, florescimento e formação de novas sementes viáveis.

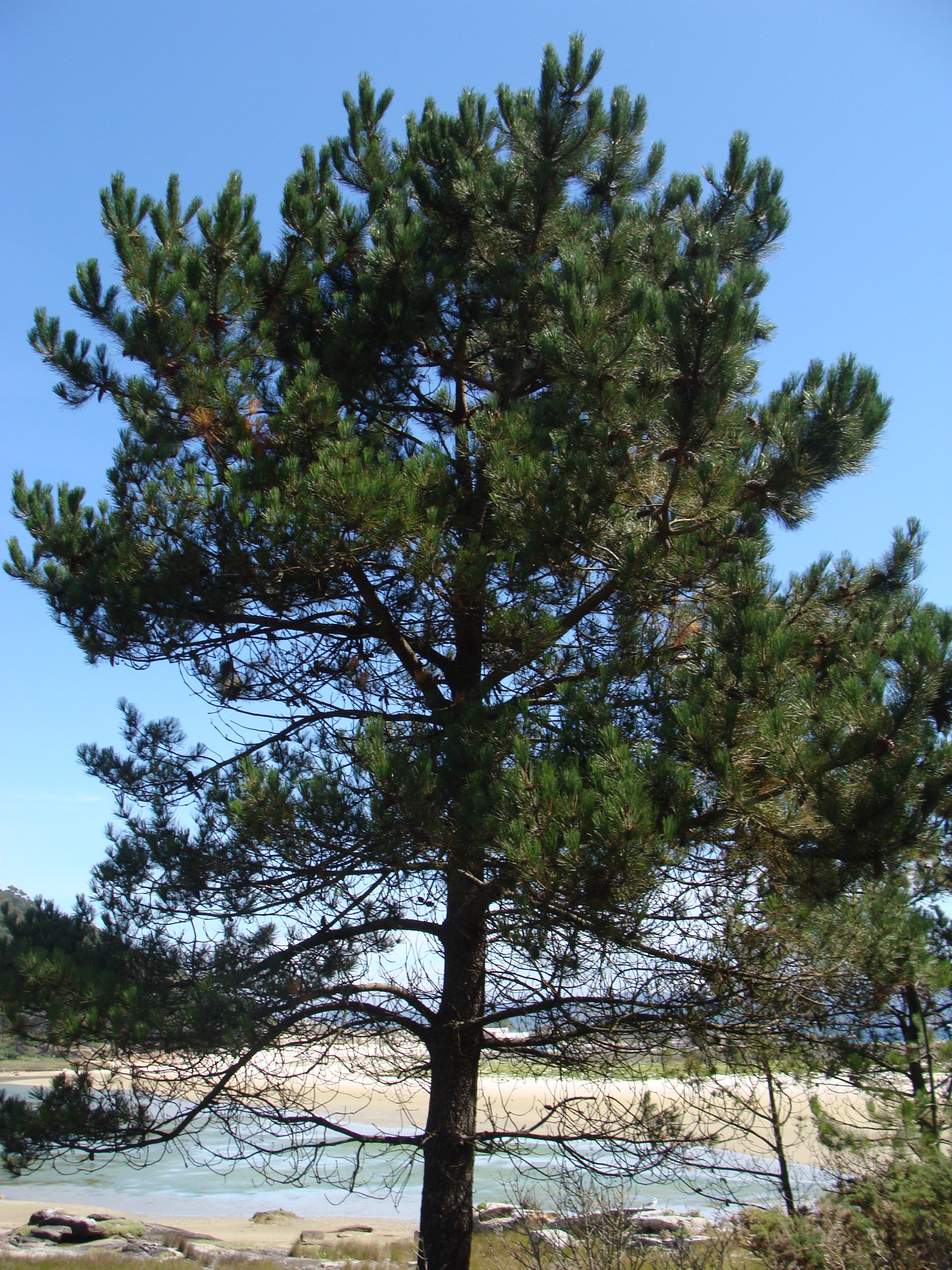
Exemplar do pinheiro Pinus pinaster, uma das 100 espécies mais invasivas do mundo.

## Espécies Invasoras
As espécies invasoras são atualmente um dos principais fatores de perda de biodiversidade no planeta. A dispersão de espécies exóticas sofreu um aumento consequente da maior mobilidade humana – migrações, comércio, turismo.
O controle de espécies invasoras é considerado ao nível político (quarentena, legislação relativa ao uso de espécies exóticas) mas as invasões são processos complexos e de difícil controle.
Reconhecer o potencial de invasão e a vulnerabilidade à invasão permite a tomada de decisões quanto a ações prioritárias para controlar invasoras.
Essas espécies possuem alta capacidade reprodutora e consequentemente, um crescimento rápido da população, devido à ausência de predadores, competidores ou agentes patógenos e por geralmente, estarem mais adaptadas a regiões mais degradadas em que as espécies nativas estão suscetíveis.
São várias as consequências deste fenômeno, em especial, a substituição de espécies nativas por exóticas, a “poluição genética” devido à criação de híbridos e à perda de pools gênicos, modificações – muitas vezes profundas – no funcionamento dos ecossistemas, além de grandes perdas econômicas.
Já existem diversas instituições nacionais e internacionais que alertam sobre o problema, catalogam espécies invasoras e pesquisam formas de controle. No Brasil, o Instituto Hórus – uma organização não governamental criada em 2003, especificamente para lidar com as invasões biológicas – tem desenvolvido projetos e ações relacionados ao problema, juntamente com o Ministério do Meio Ambiente. Na esfera internacional, o GISP (Global Invasive Species Program), criado em 1997, tem sido um dos veículos mais importantes de divulgação e desenvolvimento de técnicas para o controle de espécies invasoras, além de promover treinamento de pessoal e cooperação internacional.
Entretanto, apesar da crescente conscientização sobre o problema das invasões biológicas em geral, estudos específicos sobre o tema em ecossistemas tropicais ainda são escassos. E são os ecossistemas tropicais justamente aqueles que detêm a maior biodiversidade do planeta, a qual se encontra mais ameaçada.

## Engenharia Genética, Transgênicos e suas relações com o Meio Ambiente

### Engenharia genética
A engenharia genética trabalha o processo de manipulação dos genes num organismo, geralmente fora do processo normal reprodutivo deste. Envolvem frequentemente o isolamento, a manipulação e a introdução do DNA num chamado "corpo de prova", geralmente para exprimir um gene. O objetivo é de introduzir novas características num ser vivo para aumentar a sua utilidade.
A Engenharia Genética tem sido utilizada não apenas no desenvolvimento de plantas, como também animais e micro-organismos. Seus benefícios já podem ser observados em diversas áreas a exemplo da medicina, indústria farmacêutica, indústria de alimentos, indústria de higiene, agricultura e pecuária.
No entanto, é na agricultura que está mais desenvolvida.
A agricultura encontrou na biotecnologia um de seus maiores aliados para a produção mais eficiente de plantas. Pragas, doenças e problemas climáticos, por exemplo, sempre foram grandes obstáculos à produção de alimentos, e a aplicação da engenharia genética na agricultura permitiu o desenvolvimento de cultivos com mais qualidade e menos perdas. Assim, a produção de alimentos aumenta.

### Organismos Transgênicos
Os organismos transgênicos são aqueles cujo genoma foi modificado com o objetivo de atribuir-lhes nova característica ou alterar alguma característica já existente, através da inserção ou eliminação de um ou mais genes por técnicas de engenharia genética. Entre as principais características almejadas encontram-se o aumento do rendimento com melhoria da produtividade e da resistência a pragas, a doenças e a condições ambientais adversas; a melhoria das características agronômicas, permitindo uma melhor adaptação às exigências de mecanização; o aperfeiçoamento da qualidade; a maior adaptabilidade a condições climáticas desfavoráveis e a domesticação de novas espécies, conferindo-lhes utilidade e rentabilidade para o homem.
Entretanto, quando uma variedade resistente é lançada e, aparentemente, a disputa entre melhoristas e patógenos é concluída, novas raças patogênicas surgem quebrando a resistência desenvolvida, e uma nova corrida com vitórias parciais de cada lado pode ser prevista. O patógeno precisa da planta para sua sobrevivência e, dessa forma, procura desenvolver mecanismos para vencer a resistência, enquanto a planta precisa manter-se livre da infecção para maximizar seu desempenho.
Com a corrida entre patógenos desenvolvendo novos mecanismos de infecção e colonização do hospedeiro e o melhorista introduzindo novos mecanismos de resistência, a transformação gênica torna-se opção de grande importância. Essa transformação permite a utilização de mecanismos de resistência existentes em outras espécies e, portanto, de provável grande durabilidade.
A persistência de uma planta transgênica no campo depende da sua habilidade de competir no ecossistema. A habilidade de competição, ou agressividade, das variedades transgênicas deve ser estimada, para que se possam fazer inferências sobre o seu risco de colonização em um habitat.
Por cerca de um século, o melhoramento convencional tem desenvolvido e liberado novas variedades sem ou com mínimos riscos para o meio ambiente. As evidências e os resultados até então encontrados indicam que a maioria das variedades transgênicas não apresenta riscos diferentes das variedades não-transgênicas para o meio ambiente.
Espécies exóticas quando introduzidas em novo habitat podem causar impacto no ecossistema. Argumenta-se que o mesmo poderia ocorrer com as variedade transgênicas, mas a maioria dos organismos geneticamente modificados não apresenta elevada habilidade de competição, especialmente sem a interferência do homem. Evidências evolucionárias indicam que, quanto mais domesticada ou melhorada a espécie, menor habilidade de competição ela apresenta em sistemas silvestres.
Para estimação da probabilidade de estabelecimento de um organismo geneticamente modificado em um ecossistema, os seguintes parâmetros devem ser considerados:
1. Menor tamanho de uma população viável e os atributos necessários para o estabelecimento e a dispersão dos invasores
2. Por quanto tempo pode a população persistir no habitat sem a interferência humana.

Não existem ainda maneiras precisas de se estimar o tamanho mínimo de uma população viável. Em geral, as conclusões com relação ao tamanho efetivo das populações são extraídas de estudos empíricos. A maioria dos estudos considera que o tamanho mínimo de uma população viável é aquele que assegura mínimo risco de extinção decorrente de casualidades genéticas ou ambientais.
Após mais de 15 anos de discussão, os ecólogos estão construindo novos padrões para avaliação dos riscos dos transgênicos ao meio ambiente. Segundo a nova ótica, os estudos empíricos são muito simplistas e não consideram uma série de aspectos relevantes no equilíbrio ecológico. Uma das possíveis justificativas para isso é que os organismos geneticamente modificados foram e estão sendo desenvolvidos com grande velocidade, enquanto os experimentos ecológicos normalmente requerem longo período de avaliação. Os transgênicos que realmente ofereceriam maiores riscos têm sido descontinuados pelas empresas após sua avaliação interna, e aqueles que foram preparados para serem lançados no mercado, mesmo oferecendo substanciais riscos, não obtiveram ainda permissão dos órgãos governamentais para uso em pesquisa.
Na avaliação dos riscos dos transgênicos, um aspecto que deve ser considerado são os possíveis efeitos da característica introduzida no organismo geneticamente modificado sobre outros organismos.
Outro aspecto que deve ser avaliado é a possibilidade de o organismo geneticamente modificado criar condições de invasão e colonização em microambientes. Teoricamente, as variedades transgênicas poderiam criar esse risco se são portadoras de características que conferem maior habilidade de competição ou maior agressividade quando em competição com outros biotipos. Os ecólogos acreditam que as variedades modificadas para apresentarem adaptação a diferente região, modo de reprodução e resistência a pragas ou doenças devem ser avaliadas com cautela adicional. Embora essas alterações fenotípicas possam resultar em maior capacidade de competição e facilitar eventual colonização do habitat, os resultados experimentais evidenciam que esse risco potencial é muito pequeno ou, mesmo, inexistente na maioria dos cenários.
Uma perspectiva que deve ser considerada neste tipo de estudo é a presença de parentes silvestres no habitat, bem como a sua compatibilidade sexual com o invasor. Para avaliação desses riscos, os estudos, em sua maioria, têm sido conduzidos visando avaliar a distância que o pólen transgênico pode percorrer e fecundar outras variedades não-transgênicas dispostas em crescentes distâncias do organismo geneticamente modificado fonte do pólen. Os resultados desses estudos provavelmente superestimam os riscos de escape gênico para espécies que poderiam causar impacto ambiental. No caso de escape gênico para espécies silvestres, outras barreiras (pré-zigóticas e pós- zigóticas) por certo reduzem, substancialmente, a taxa de fecundação cruzada.
Acesso aos riscos de biossegurança em condições de campo deve ser preferencialmente conduzido, a menos que o experimento ofereça riscos substanciais não-controláveis para o meio ambiente ou nos casos em que a interação genótipo x ambiente seja inexistente ou inexpressível, isto é, quando o ambiente não se altera com a resposta dos genótipos. Nesses casos, os ensaios em casa de vegetação devem ser protegidos.
É, entretanto, importante reconhecer que a engenharia genética representa um passo adicional ao permitir que genes de espécies sexualmente incompatíveis sejam trocados entre si.

### No Brasil e no mundo
Em todo o mundo, existem leis para garantir que apenas as instituições que criaram produtos ou desenvolveram tecnologias poderão usá-los ou autorizar o uso por outras pessoas/empresas. Assim, a entidade registra a patente de seu invento, que é o que assegura que o produto foi realmente desenvolvido por ela.
Quando isso acontece, a detentora da patente pode cobrar royalties para ceder o direito de uso de sua tecnologia, por um período determinado pela legislação de cada país – 20 anos – no caso do Brasil. Os royalties são a compensação financeira pelo uso autorizado da tecnologia, retribuindo o esforço intelectual e os investimentos realizados para o seu desenvolvimento. No caso das sementes transgênicas, os royalties garantem viabilidade econômica para o desenvolvimento de novas tecnologias.
No entanto, ambientalistas e organizações conversadoras e que são contrárias aos organismos geneticamente modificados, como o Greenpeace, alegam que as empresas de engenharia genética ameaçam a subsistência dos agricultores de pequeno e médio porte.
Argumentam também que como se a ameaça à biodiversidade não fosse suficiente, os gigantes da biotecnologia induzem os agricultores a pagarem pelo privilégio de usar esses organismos feitos pelo homem. Os agricultores da América do Norte e América Latina, onde a maioria da agricultura é geneticamente modificada - e onde encontra-se o maior índice de uso de transgênicos no mundo, devem assinar um contrato que especifica que, se guardar as sementes para plantar no ano seguinte ou usar qualquer herbicida que não seja próprio da corporação, eles são susceptíveis de ser processados..
As vantagens e a segurança da tecnologia levam cada vez mais países a plantar e importar. Cerca de 170,3 milhões de hectares foram plantados com transgênicos em 28 países em 2012, segundo o relatório do ISAAA (International Service For The Acquisition of Agri-Biotech Applications). A área é equivalente a aproximadamente três vezes o território da França, ou quase 6,5 vezes o estado de São Paulo.
No Brasil, foram plantados 36,6 milhões hectares com sementes de soja, milho e algodão transgênicos em 2012, com um crescimento de 21% em relação ao ano anterior. Esse desempenho levou o Brasil a consolidar a importante posição conquistada em 2009, o de segundo lugar no ranking de área plantada com transgênicos no mundo, ficando atrás apenas dos Estados Unidos. Hoje, das culturas cultivadas em nosso país com biotecnologia, 89% da soja é transgênica, 76% do milho e 50% do algodão também é geneticamente modificado.